# Mizsliszne
Mizsliszne (ukránul: Міжлісне, korábban Пушкінo, ruszinul: Пушкино) falu Ukrajnában, Kárpátalján, a Beregszászi járásban.

## Fekvése
Nagyszőlőstől nyugatra, Verbőc mellett fekvő település.

## Története
Puskino falut 1923-ban létesítették a csehszlovák hatóságok Verbőc határában Verbőc kolónia néven, és ruszinokkal telepítették be az elszlávosítás érdekében. Később a falut Puskinónak nevezték el.